# Kim Hjŏng-džik
Kim Hjŏng-džik (korejsky 김형직, hanča 金亨稷, 10. července 1894 Mangjŏngdä, Pchjongjang – 5. června 1926 Ťi-lin) byl korejský aktivista za nezávislost a otec zakladatele Korejské lidově demokratické republiky Kim Ir-sena, děda Kim Čong-ila a praděda současného vůdce Severní Koreje Kim Čong-una.

## Životopis
O životě Kima se dochovalo velmi málo informací. Narodil se 10. července 1894 v malé vesnici poblíž Mangjŏngdä v obvodě Mangjŏngdägujŏku do rodiny farmáře Kim Bo-hjŏn. Kim navštěvoval univerzitu Sungsil, která byla vedena americkými misionáři. Později se stal učitelem a následně i lékařem přírodní medicíny (ačkoliv neměl kvalifikaci na toto povolání).
Se svojí budoucí manželkou Kang Pan-sok se seznámil v roce 1909 přes amerického misionáře Nelsona Bella. Nelson Bell byl tchán reverenda Billyho Grahama, což vysvětluje několik pozdějších schůzek Kim Ir-sena a Billyho Grahama.
Kim a jeho manželka Kang Pan-sok navštěvovali křesťanské kostely a Kim dokonce sloužil jako protestantský misionář na částečný úvazek. Později se však stal ateistou. Zemřel ve věku 31 let na vícero zdravotních komplikací (včetně omrzlin třetího stupně) během mučení japonskou armádou. Je pohřben nedaleko univerzity v Mangjŏngdä.

## Odkaz v severokorejské kultuře
Kim Ir-sen často hovořil o ideách svého otce jako o čchiwŏn (touha po spravedlnosti). Oficiální biografie Kim Čong-ila uvádí, že jeho dědeček byl „vůdcem protijaponského národně osvobozeneckého hnutí a byl průkopníkem v posunu od nacionalistického ke komunistickému hnutí v Koreji“. Tato verze není mezi zahraničními historiky a vědci uznávána, neboť není dokázáno, že by Kimova opozice byla něco víc, než pouze obecnou stížností na chudobu.
Kim Ir-sen též tvrdil, že jeho předkové, včetně jeho dědečka Kim Bo-hjŏna (otce Kim Hjŏng-džika) a praděda Kim Ung-u (1848-1878), byli zapojeni do incidentu generála Shermana.
Po Kim Hjŏng-džikovi jsou pojmenovány dvě severokorejské univerzity: Kim Hjŏng-džikova univerzita a Kim Hjŏng-džikova vojenská lékařská univerzita v Pchjongjangu. V roce 1988 byl po něm pojmenován Kimhjŏngdžikův okres v Jižním Hamgjongu.